# Malice Vundabar
Malice Vundabar es una guerrera extraterrestre ficticia, publicado por la editorial DC Comics. Ella apareció por primera vez en las páginas del cómic Hawk and Dove Vol.2 # 21 (febrero de 1991), es conocida por ser la sobrina de Virman Vundabar, uno de los miembros de la Elite de Darkseid, y general de las tropas de Darkseid aasí como alumno de Abuela Bondad, y por el cual, se debe su recomendación de su sobrina para el Batallón de las Furias Femeninas. Malice fue creada por Karl Kesel, Barbara Kesel y Steve Erwin.

## Biografía del personaje ficticio
Malice es miembro juvenil de las furias femeninas, Malice es conocida por ser una niña loca que controla a una criatura sombra llamada Chessure. Siendo la sobrina de Virman Vundabar, Malice y las otras furias juveniles jugarían un juego para ver quién podía matar a la mayoría de humanos de la Tierra. Durante uno de sus juegos, se encontraron con los superhéroes Hawk y Dove. Malice se las arregló para ganar el juego matando a un luchador universitario disfrazado de superhéroe. Ella participó en varias misiones y es notable por su personalidad malcriada, pero cínica. Muy a menudo, ella finge ser una niña indefensa, y luego convoca a Chessure para poder atacar. También se insinuó que su hermano mayor era físicamente abusivo con ella hasta que se convirtió en miembro de las furias femeninas.

## Curiosidades
- La apariencia y el nombre de Malice se basa en el personaje de Alicia, del cuento de Lewis Caroll, Alicia en el país de las maravillas. Su monstruo sombra llamado Chessure se basa en el Gato Chesire.

## Otras versiones
- Malice Vundabar apareció en las páginas de la serie de DC Comics, Sovereign Seven, que no se considera parte de la continuidad del Universo DC.
- Ella apareció también en un cómic crossover de DC Comics e Image Comics titulado, Superman/Savage Dragon: Metrópolis[6]
- También aparece en la serie de 2024 de Max Hombre Cometa: ¡Oh, sí!